# 2010-es labdarúgó-világbajnokság-selejtező (CAF – 3. forduló)
A 2010-es labdarúgó-világbajnokság afrikai selejtezőjének 3. fordulója a 2010-es afrikai nemzetek kupája második selejtező csoportköre is volt egyben. A még versenyben maradt 20 nemzeti válogatottat 5, egyenként 4 tagú csoportba sorsolták, ahol a csapatok körmérkőzéses rendszerben mérkőztek meg egymással. A csoportok győztes csapatai kvalifikálták magukat a 2010-es labdarúgó-világbajnokságra. Rajtuk kívül a Dél-afrikai Köztársaság rendezőként automatikusan tagja volt a világbajnokság mezőnyének. A 2010-es afrikai nemzetek kupájára a csoportok első három helyezettje jutott ki.
A 3. forduló selejtező-csoportjainak sorsolását 2008. október 22-én tartották a svájci Zürichben.

## Kiemelés
Az afrikai zóna 3. fordulójának kiemelését a 2008. októberi FIFA-világranglista alapján végezték. Az egyes csoportokba minden kalapból egy-egy csapat került.
| 1. kalap                                                  | 2. kalap                                      | 3. kalap                                        | 4. kalap                                     |
| --------------------------------------------------------- | --------------------------------------------- | ----------------------------------------------- | -------------------------------------------- |
| - Kamerun - Egyiptom - Ghána - Nigéria - Elefántcsontpart | - Guinea - Marokkó - Tunézia - Mali - Algéria | - Burkina Faso - Gabon - Zambia - Kenya - Benin | - Ruanda - Togo - Mozambik - Szudán - Malawi |

## Csoportok

### A csoport
| Hely. | Csapat  | M | Gy | D | V | G+ | G– | Gk | P  | Továbbjutás                                                                |  | Kamerun | Gabon | Togo | Marokkó |
| ----- | ------- | - | -- | - | - | -- | -- | -- | -- | -------------------------------------------------------------------------- |  | ------- | ----- | ---- | ------- |
| 1.    | Kamerun | 6 | 4  | 1 | 1 | 9  | 2  | +7 | 13 | Kijutott a 2010-es világbajnokságra és a 2010-es afrikai nemzetek kupájára |  | —       | 2–1   | 3–0  | 0–0     |
| 2.    | Gabon   | 6 | 3  | 0 | 3 | 9  | 7  | +2 | 9  | Kijutott a 2010-es afrikai nemzetek kupájára                               |  | 0–2     | —     | 3–0  | 3–1     |
| 3.    | Togo    | 6 | 2  | 2 | 2 | 3  | 7  | −4 | 8  | Kijutott a 2010-es afrikai nemzetek kupájára                               |  | 1–0     | 1–0   | —    | 1–1     |
| 4.    | Marokkó | 6 | 0  | 3 | 3 | 3  | 8  | −5 | 3  |                                                                            |  | 0–2     | 1–2   | 0–0  | —       |

| 2009. március 28. 16:00 (UTC+0) |

| Togo         | 1–0               | Kamerun |
| ------------ | ----------------- | ------- |
| Adebayor 11' | (1–0) Jegyzőkönyv |         |

| Ohene Djan Stadion, Accra (Ghána) Nézőszám: 26 450 Játékvezető: Abd el-Fattáh (egyiptomi) |

| 2009. március 28. 20:00 (UTC+0) |

| Marokkó         | 1–2               | Gabon                   |
| --------------- | ----------------- | ----------------------- |
| El Hamdaoui 83' | (0–2) Jegyzőkönyv | Aubameyang 34' Méyé 45' |

| V. Mohamed Stadion, Casablanca Nézőszám: 38 000 Játékvezető: Diatta (szenegáli) |

| 2009. június 6. 15:30 (UTC+1) |

| Gabon                        | 3–0               | Togo             |
| ---------------------------- | ----------------- | ---------------- |
| Ecuele 11' Méyé 67' Brou 81' | (1–0) Jegyzőkönyv | Dossevi 33′, 35′ |

| Omar Bongo Stadion, Libreville Nézőszám: 20 000 Játékvezető: Lwanja (malawi) |

| 2009. június 7. 15:30 (UTC+1) |

| Kamerun | 0–0         | Marokkó |
| ------- | ----------- | ------- |
|         | Jegyzőkönyv |         |

| Ahmadou Ahidjo Stadion, Yaoundé Nézőszám: 35 000 Játékvezető: Seechurn (mauritiusi) |

| 2009. június 20. 18:00 (UTC+0) |

| Marokkó | 0–0         | Togo |
| ------- | ----------- | ---- |
|         | Jegyzőkönyv |      |

| Stade Moulay Abdallah, Rabat Nézőszám: 22 000 Játékvezető: Kaoma (zambiai) |

| 2009. szeptember 5. 15:30 (UTC+1) |

| Gabon | 0–2               | Kamerun             |
| ----- | ----------------- | ------------------- |
|       | (0–0) Jegyzőkönyv | Emana 65' Eto'o 67' |

| Omar Bongo Stadion, Libreville Nézőszám: 10 000 Játékvezető: Ndinya (kenyai) |

| 2009. szeptember 5. 15:30 (UTC+0) |

| Togo       | 1–1               | Marokkó       |
| ---------- | ----------------- | ------------- |
| Salifou 3' | (1–0) Jegyzőkönyv | Táarábt 90+2' |

| Stade de Kégué, Lomé Nézőszám: 24 651 Játékvezető: Ssegonga (ugandai) |

| 2009. szeptember 9. 15:30 (UTC+1) |

| Kamerun              | 2–1               | Gabon      |
| -------------------- | ----------------- | ---------- |
| Makoun 25' Eto'o 64' | (1–0) Jegyzőkönyv | Cousin 90' |

| Ahmadou Ahidjo Stadion, Yaoundé Nézőszám: 38 000 Játékvezető: Bennaceur (tunéziai) |

| 2009. október 10. 15:30 (UTC+1) |

| Gabon                                          | 3–1               | Marokkó     |
| ---------------------------------------------- | ----------------- | ----------- |
| Mahdoufi 45' (öngól) Mouloungui 67' Cousin 72' | (1–0) Jegyzőkönyv | Táarábt 89' |

| Omar Bongo Stadion, Libreville Nézőszám: 14 000 Játékvezető: Doue (elefántcsontparti) |

| 2009. október 10. 15:30 (UTC+1) |

| Kamerun                         | 3–0               | Togo |
| ------------------------------- | ----------------- | ---- |
| Geremi 32' Makoun 47' Emana 52' | (1–0) Jegyzőkönyv |      |

| Ahmadou Ahidjo Stadion, Yaoundé Nézőszám: 36 401 Játékvezető: Kaoma (zambiai) |

| 2009. november 14. 15:30 (UTC+0) |

| Marokkó | 0–2               | Kamerun            |
| ------- | ----------------- | ------------------ |
|         | (0–1) Jegyzőkönyv | Webo 18' Eto'o 52' |

| Fez Stadion, Fes Nézőszám: 17 000 Játékvezető: Bennett (dél-afrikai) |

| 2009. november 14. 15:30 (UTC+0) |

| Togo      | 1–0               | Gabon |
| --------- | ----------------- | ----- |
| Ayité 68' | (0–0) Jegyzőkönyv |       |

| Stade de Kégué, Lomé Nézőszám: 10 000 Játékvezető: Seechurn (mauritiusi) |

### B csoport
| Hely. | Csapat   | M | Gy | D | V | G+ | G– | Gk | P  | Továbbjutás                                                                |  | Nigéria | Tunézia | Mozambik | Kenya |
| ----- | -------- | - | -- | - | - | -- | -- | -- | -- | -------------------------------------------------------------------------- |  | ------- | ------- | -------- | ----- |
| 1.    | Nigéria  | 6 | 3  | 3 | 0 | 9  | 4  | +5 | 12 | Kijutott a 2010-es világbajnokságra és a 2010-es afrikai nemzetek kupájára |  | —       | 2–2     | 1–0      | 3–0   |
| 2.    | Tunézia  | 6 | 3  | 2 | 1 | 7  | 4  | +3 | 11 | Kijutott a 2010-es afrikai nemzetek kupájára                               |  | 0–0     | —       | 2–0      | 1–0   |
| 3.    | Mozambik | 6 | 2  | 1 | 3 | 3  | 5  | −2 | 7  | Kijutott a 2010-es afrikai nemzetek kupájára                               |  | 0–0     | 1–0     | —        | 1–0   |
| 4.    | Kenya    | 6 | 1  | 0 | 5 | 5  | 11 | −6 | 3  |                                                                            |  | 2–3     | 1–2     | 2–1      | —     |

| 2009. március 28. 16:00 (UTC+3) |

| Kenya      | 1–2               | Tunézia            |
| ---------- | ----------------- | ------------------ |
| Oliech 70' | (0–1) Jegyzőkönyv | Jemal 6' Jemâa 79' |

| Nyayo Nemzeti Stadion, Nairobi Nézőszám: 27 000 Játékvezető: Evehe (kameruni) |

| 2009. március 29. 15:00 (UTC+2) |

| Mozambik | 0–0         | Nigéria |
| -------- | ----------- | ------- |
|          | Jegyzőkönyv |         |

| Estádio da Machava, Maputo Nézőszám: 35 000 Játékvezető: Ayob (eritreai) |

| 2009. június 6. 18:00 (UTC+1) |

| Tunézia                              | 2–0               | Mozambik |
| ------------------------------------ | ----------------- | -------- |
| Ben Yahia 21' (11-esből) Darragi 89' | (1–0) Jegyzőkönyv |          |

| November 7. Stadion, Radès Nézőszám: 30 000 Játékvezető: Djaoupe (togói) |

| 2009. június 7. 17:00 (UTC+1) |

| Nigéria                              | 3–0               | Kenya |
| ------------------------------------ | ----------------- | ----- |
| I. Uche 2' Obinna 72' (11-esből) 77' | (1–0) Jegyzőkönyv |       |

| Abujai Nemzeti Stadion, Abuja Nézőszám: 60 000 Játékvezető: el-Asiri (marokkói) |

| 2009. június 20. 16:00 (UTC+3) |

| Kenya                             | 2–1               | Mozambik      |
| --------------------------------- | ----------------- | ------------- |
| J. Owino 8' Mariga 72' (11-esből) | (1–0) Jegyzőkönyv | Domingues 49' |

| Kasarani Sports Complex, Nairobi Nézőszám: 15 000 Játékvezető: Keita (guineai) |

| 2009. június 20. 19:10 (UTC+1) |

| Tunézia | 0–0         | Nigéria |
| ------- | ----------- | ------- |
|         | Jegyzőkönyv |         |

| November 7. Stadion, Radès Nézőszám: 45 000 Játékvezető: Coulibaly (mali) |

| 2009. szeptember 5. 17:00 (UTC+1) |

| Nigéria                    | 2–2               | Tunézia                |
| -------------------------- | ----------------- | ---------------------- |
| Odemwingie 23' Eneramo 80' | (1–1) Jegyzőkönyv | Taïder 24' Darragi 89' |

| Abujai Nemzeti Stadion, Abuja Nézőszám: 52 000 Játékvezető: Bennett (dél-afrikai) |

| 2009. szeptember 6. 15:00 (UTC+2) |

| Mozambik      | 1–0               | Kenya |
| ------------- | ----------------- | ----- |
| Tico-Tico 66' | (0–0) Jegyzőkönyv |       |

| Estádio da Machava, Maputo Nézőszám: 35 000 Játékvezető: Coulibaly (mali) |

| 2009. október 11. 17:00 (UTC+1) |

| Nigéria      | 1–0               | Mozambik |
| ------------ | ----------------- | -------- |
| Obinna 90+3' | (0–0) Jegyzőkönyv |          |

| Abuja Stadion, Abuja Nézőszám: 13 000 Játékvezető: Abdel Rahman (szudáni) |

| 2009. október 11. 17:00 (UTC+1) |

| Tunézia  | 1–0               | Kenya |
| -------- | ----------------- | ----- |
| Jemâa 1' | (1–0) Jegyzőkönyv |       |

| Stade 7 November, Radès Nézőszám: 50 000 Játékvezető: Diatta (szenegáli) |

| 2009. november 14. 16:00 (UTC+3) |

| Kenya                | 2–3               | Nigéria                    |
| -------------------- | ----------------- | -------------------------- |
| Oliech 16' Wanga 79' | (1–0) Jegyzőkönyv | Martins 62' 83' Yakubu 65' |

| Nyayo National Stadium, Nairobi Nézőszám: 20 000 Játékvezető: Maillet (Seychelle-szigeteki) |

| 2009. november 14. 15:00 (UTC+2) |

| Mozambik  | 1–0               | Tunézia |
| --------- | ----------------- | ------- |
| Dário 83' | (0–0) Jegyzőkönyv |         |

| Estádio da Machava, Maputo Nézőszám: 30 000 Játékvezető: Doue (elefántcsontparti) |

### C csoport
| Hely. | Csapat   | M | Gy | D | V | G+ | G– | Gk | P  | Továbbjutás                                                                |  | Algéria | Egyiptom | Zambia | Ruanda |
| ----- | -------- | - | -- | - | - | -- | -- | -- | -- | -------------------------------------------------------------------------- |  | ------- | -------- | ------ | ------ |
| 1.    | Algéria  | 6 | 4  | 1 | 1 | 9  | 4  | +5 | 13 | Kijutott a 2010-es világbajnokságra és a 2010-es afrikai nemzetek kupájára |  | —       | 3–1      | 1–0    | 3–1    |
| 2.    | Egyiptom | 6 | 4  | 1 | 1 | 9  | 4  | +5 | 13 | Kijutott a 2010-es afrikai nemzetek kupájára                               |  | 2–0     | —        | 1–1    | 3–0    |
| 3.    | Zambia   | 6 | 1  | 2 | 3 | 2  | 5  | −3 | 5  | Kijutott a 2010-es afrikai nemzetek kupájára                               |  | 0–2     | 0–1      | —      | 1–0    |
| 4.    | Ruanda   | 6 | 0  | 2 | 4 | 1  | 8  | −7 | 2  |                                                                            |  | 0–0     | 0–1      | 0–0    | —      |

1. 1 2  Algéria és Egyiptom között az azonos eredmény miatt egy rájátszás döntött, melyet Szudánban rendeztek 2009. november 18-án.[2][3]

| 2009. március 28. 15:30 (UTC+2) |

| Ruanda | 0–0         | Algéria |
| ------ | ----------- | ------- |
|        | Jegyzőkönyv |         |

| Amahoro Stadion, Kigali Nézőszám: 22 000 Játékvezető: Codjia (benini) |

| 2009. március 29. 19:30 (UTC+2) |

| Egyiptom | 1–1               | Zambia      |
| -------- | ----------------- | ----------- |
| Zaki 27' | (1–0) Jegyzőkönyv | Kasonde 56' |

| Kairói Nemzetközi Stadion, Kairó Nézőszám: 70 000 Játékvezető: Coulibaly (mali) |

| 2009. június 6. 14:00 (UTC+2) |

| Zambia     | 1–0               | Ruanda |
| ---------- | ----------------- | ------ |
| Kalaba 78' | (0–0) Jegyzőkönyv |        |

| Konkola Stadion, Chililabombwe Nézőszám: 28 000 Játékvezető: Seck (szenegáli) |

| 2009. június 7. 20:30 (UTC+1) |

| Algéria                              | 3–1               | Egyiptom      |
| ------------------------------------ | ----------------- | ------------- |
| Matmour 60' Ghezzal 64' Djebbour 77' | (0–0) Jegyzőkönyv | Aboutrika 86' |

| Frères Brakni Stadion, Blida Nézőszám: 26 500 Játékvezető: Bennett (dél-afrikai) |

| 2009. június 20. 14:00 (UTC+2) |

| Zambia | 0–2               | Algéria                 |
| ------ | ----------------- | ----------------------- |
|        | (0–1) Jegyzőkönyv | Bougherra 21' Saïfi 66' |

| Konkola Stadion, Chililabombwe Nézőszám: 9 000 Játékvezető: Evehe (kameruni) |

| 2009. július 5. 20:30 (UTC+3) |

| Egyiptom                                   | 3–0               | Ruanda          |
| ------------------------------------------ | ----------------- | --------------- |
| Abútríka 65' 90+4' Abd-Rabú 77' (11-esből) | (0–0) Jegyzőkönyv | Gasana 24′, 88′ |

| Katonai Akadémiai Stadion, Kairó Nézőszám: 18 000 Játékvezető: Imiere (nigériai) |

| 2009. szeptember 5. 15:30 (UTC+2) |

| Ruanda | 0–1               | Egyiptom   |
| ------ | ----------------- | ---------- |
|        | (0–0) Jegyzőkönyv | Hassan 67' |

| Amahoro Stadion, Kigali Nézőszám: 20 000 Játékvezető: Lamptey (ghánai) |

| 2009. szeptember 6. 22:00 (UTC+1) |

| Algéria   | 1–0               | Zambia |
| --------- | ----------------- | ------ |
| Saïfi 59' | (0–0) Jegyzőkönyv |        |

| Stade Mustapha Tchaker, Blida Nézőszám: 30 000 Játékvezető: Seechurn (mauritiusi) |

| 2009. október 10. 14:00 (UTC+2) |

| Zambia | 0–1               | Egyiptom  |
| ------ | ----------------- | --------- |
|        | (0–0) Jegyzőkönyv | Hosny 68' |

| Konkola Stadion, Chililabombwe Nézőszám: 10 000 Játékvezető: Djaoupe (togói) |

| 2009. október 11. 19:15 (UTC+1) |

| Algéria                                          | 3–1               | Ruanda     |
| ------------------------------------------------ | ----------------- | ---------- |
| Ghezzal 22' Belhadj 45+3' Ziani 90+8' (11-esből) | (1–1) Jegyzőkönyv | Mutesa 20' |

| Stade Mustapha Tchaker, Blida Nézőszám: 22 000 Játékvezető: Keita (guineai) |

| 2009. november 14. 15:30 (UTC+2) |

| Ruanda | 0–0         | Zambia |
| ------ | ----------- | ------ |
|        | Jegyzőkönyv |        |

| Amahoro Stadion, Kigali Nézőszám: 18 000 Játékvezető: Ambaya (líbiai) |

| 2009. november 14. 19:30 (UTC+2) |

| Egyiptom             | 2–0               | Algéria |
| -------------------- | ----------------- | ------- |
| Zaki 2' Moteab 90+5' | (1–0) Jegyzőkönyv |         |

| Cairo International Stadium, Kairó Nézőszám: 75 000 Játékvezető: Damon (dél-afrikai) |

Rájátszás
Algéria és Egyiptom a C csoportban azonos pontszámmal végzett a csoport első helyén. A sorrend meghatározása alapján Algériának és Egyiptomnak is ugyanannyi volt a gólkülönbsége az összes csoportmérkőzésen (+5), ugyanannyi gólt szereztek az összes csoportmérkőzésen (9), azonos pontjuk volt az Algéria–Egyiptom mérkőzéseken (3), azonos gólkülönbségük volt az Algéria–Egyiptom mérkőzéseken (0) és ugyanannyi szerzett góljuk volt az Algéria–Egyiptom mérkőzéseken (3). A két csapat az azonos eredmény miatt egy újabb mérkőzést játszott egymás ellen, semleges helyszínen, amely döntött a világbajnoki részvétel jogáról. A mérkőzés helyszínét 2009. november 11-én sorsolták ki.
| 2009. november 18. 20:30 (UTC+3) |

| Algéria   | 1–0               | Egyiptom |
| --------- | ----------------- | -------- |
| Yahia 40' | (1–0) Jegyzőkönyv |          |

| Al Merreikh Stadion, Omdurman (Szudán) Nézőszám: 35 000 Játékvezető: Maillet (Seychelle-szigeteki) |

### D csoport
| Hely. | Csapat | M | Gy | D | V | G+ | G– | Gk | P  | Továbbjutás                                                                |  | Ghána | Benin | Mali | Szudán |
| ----- | ------ | - | -- | - | - | -- | -- | -- | -- | -------------------------------------------------------------------------- |  | ----- | ----- | ---- | ------ |
| 1.    | Ghána  | 6 | 4  | 1 | 1 | 9  | 3  | +6 | 13 | Kijutott a 2010-es világbajnokságra és a 2010-es afrikai nemzetek kupájára |  | —     | 1–0   | 2–2  | 2–0    |
| 2.    | Benin  | 6 | 3  | 1 | 2 | 6  | 6  | 0  | 10 | Kijutott a 2010-es afrikai nemzetek kupájára                               |  | 1–0   | —     | 1–1  | 1–0    |
| 3.    | Mali   | 6 | 2  | 3 | 1 | 8  | 7  | +1 | 9  | Kijutott a 2010-es afrikai nemzetek kupájára                               |  | 0–2   | 3–1   | —    | 1–0    |
| 4.    | Szudán | 6 | 0  | 1 | 5 | 2  | 9  | −7 | 1  |                                                                            |  | 0–2   | 1–2   | 1–1  | —      |

| 2009. március 28. 20:00 (UTC+3) |

| Szudán       | 1–1               | Mali        |
| ------------ | ----------------- | ----------- |
| El Tahir 23' | (1–1) Jegyzőkönyv | Kanouté 19' |

| Al Merreikh Stadion, Omdurman Nézőszám: 35 000 Játékvezető: Maillet (Seychelle-szigeteki) |

| 2009. március 29. 17:00 (UTC+0) |

| Ghána    | 1–0               | Benin |
| -------- | ----------------- | ----- |
| Tagoe 1' | (1–0) Jegyzőkönyv |       |

| Baba Yara Stadion, Kumasi Nézőszám: 39 000 Játékvezető: Bennett (dél-afrikai) |

| 2009. június 7. 16:00 (UTC+1) |

| Benin          | 1–0               | Szudán |
| -------------- | ----------------- | ------ |
| Omotoyossi 22' | (1–0) Jegyzőkönyv |        |

| Stade de l’Amitié, Cotonou Nézőszám: 26 000 Játékvezető: Marange (zimbabwei) |

| 2009. június 7. 19:00 (UTC+0) |

| Mali | 0–2               | Ghána                 |
| ---- | ----------------- | --------------------- |
|      | (0–0) Jegyzőkönyv | Asamoah 66' Amoah 78' |

| Március 26. Stadion, Bamako Nézőszám: 40 000 Játékvezető: Evehe (kameruni) |

| 2009. június 20. 20:30 (UTC+3) |

| Szudán | 0–2               | Ghána        |
| ------ | ----------------- | ------------ |
|        | (0–1) Jegyzőkönyv | Amoah 6' 52' |

| Al Merreikh Stadion, Omdurman Nézőszám: 30 000 Játékvezető: Ambaya (líbiai) |

| 2009. június 21. 19:00 (UTC+0) |

| Mali                             | 3–1               | Benin        |
| -------------------------------- | ----------------- | ------------ |
| Maiga 29' Diallo 76' Kanouté 84' | (1–1) Jegyzőkönyv | Tchomogo 15' |

| Március 26. Stadion, Bamako Nézőszám: 40 000 Játékvezető: Abd el-Fattáh (egyiptomi) |

| 2009. szeptember 5. 16:00 (UTC+1) |

| Benin      | 1–1               | Mali        |
| ---------- | ----------------- | ----------- |
| Aoudou 87' | (0–0) Jegyzőkönyv | Samassa 72' |

| Stade de l’Amitié, Cotonou Nézőszám: 33 000 Játékvezető: Damon (dél-afrikai) |

| 2009. szeptember 6. 17:00 (UTC+0) |

| Ghána                  | 2–0               | Szudán |
| ---------------------- | ----------------- | ------ |
| Muntari 14' Essien 53' | (1–0) Jegyzőkönyv |        |

| Ohene Djan Stadion, Accra Nézőszám: 38 000 Játékvezető: Abd el-Fattáh (egyiptomi) |

| 2009. október 11. 16:00 (UTC+1) |

| Benin        | 1–0               | Ghána |
| ------------ | ----------------- | ----- |
| Aoudou 90+2' | (0–0) Jegyzőkönyv |       |

| Stade de l’Amitié, Cotonou Nézőszám: 20 000 Játékvezető: Lwanja (malawi) |

| 2009. október 11. 18:00 (UTC+0) |

| Mali        | 1–0               | Szudán |
| ----------- | ----------------- | ------ |
| Kanouté 89' | (0–0) Jegyzőkönyv |        |

| Március 26. Stadion, Bamako Nézőszám: 15 000 Játékvezető: Benúza (algériai) |

| 2009. november 14. 20:00 (UTC+3) |

| Szudán      | 1–2               | Benin                   |
| ----------- | ----------------- | ----------------------- |
| Ishag 45+1' | (1–1) Jegyzőkönyv | Omotoyossi 36' Boco 62' |

| Al Merreikh Stadion, Omdurman Nézőszám: 600 Játékvezető: Jedidi (tunéziai) |

| 2009. november 15. 17:00 (UTC+0) |

| Ghána               | 2–2               | Mali                |
| ------------------- | ----------------- | ------------------- |
| Amoah 65' Annan 84' | (0–1) Jegyzőkönyv | Fané 24' Ndiaye 69' |

| Baba Yara Stadion, Kumasi Nézőszám: 39 000 Játékvezető: Diatta (szenegáli) |

### E csoport
| Hely. | Csapat           | M | Gy | D | V | G+ | G– | Gk  | P  | Továbbjutás                                                                |  | Elefántcsontpart | Burkina Faso | Malawi | Guinea |
| ----- | ---------------- | - | -- | - | - | -- | -- | --- | -- | -------------------------------------------------------------------------- |  | ---------------- | ------------ | ------ | ------ |
| 1.    | Elefántcsontpart | 6 | 5  | 1 | 0 | 19 | 4  | +15 | 16 | Kijutott a 2010-es világbajnokságra és a 2010-es afrikai nemzetek kupájára |  | —                | 5–0          | 5–0    | 3–0    |
| 2.    | Burkina Faso     | 6 | 4  | 0 | 2 | 10 | 11 | −1  | 12 | Kijutott a 2010-es afrikai nemzetek kupájára                               |  | 2–3              | —            | 1–0    | 4–2    |
| 3.    | Malawi           | 6 | 1  | 1 | 4 | 4  | 11 | −7  | 4  | Kijutott a 2010-es afrikai nemzetek kupájára                               |  | 1–1              | 0–1          | —      | 2–1    |
| 4.    | Guinea           | 6 | 1  | 0 | 5 | 7  | 14 | −7  | 3  |                                                                            |  | 1–2              | 1–2          | 2–1    | —      |

| 2009. március 28. 18:00 (UTC+0) |

| Burkina Faso                                  | 4–2               | Guinea                               |
| --------------------------------------------- | ----------------- | ------------------------------------ |
| Kéré 23' Traoré 30' Dagano 55' (11-esből) 71' | (2–0) Jegyzőkönyv | Feindouno 65' (11-esből) Zayatte 86' |

| Stade du 4-Août, Ouagadougou Nézőszám: 30 000 Játékvezető: Benouza (algériai) |

| 2009. március 29. 17:00 (UTC+0) |

| Elefántcsontpart                                          | 5–0               | Malawi |
| --------------------------------------------------------- | ----------------- | ------ |
| Romaric 1' Drogba 6' (11-esből) 27' Kalou 59' B. Koné 70' | (3–0) Jegyzőkönyv |        |

| Félix Houphouët-Boigny Stadion, Abidjan Nézőszám: 34 000 Játékvezető: Haimoudi (algériai) |

| 2009. június 6. 14:30 (UTC+2) |

| Malawi | 0–1               | Burkina Faso |
| ------ | ----------------- | ------------ |
|        | (0–0) Jegyzőkönyv | Dagano 68'   |

| Kamuzu Stadion, Blantyre Nézőszám: 25 000 Játékvezető: Bennaszúr (tunéziai) |

| 2009. június 7. 17:00 (UTC+0) |

| Guinea          | 1–2               | Elefántcsontpart        |
| --------------- | ----------------- | ----------------------- |
| S. Bangoura 65' | (0–1) Jegyzőkönyv | B. Koné 43' Romaric 70' |

| Szeptember 28. Stadion, Conakry Nézőszám: 14 000 Játékvezető: Abd el-Fattáh (egyiptomi) |

| 2009. június 20. 18:00 (UTC+0) |

| Burkina Faso           | 2–3               | Elefántcsontpart                         |
| ---------------------- | ----------------- | ---------------------------------------- |
| Pitroipa 27' Bancé 78' | (1–1) Jegyzőkönyv | Y. Touré 14' Tall 54' (öngól) Drogba 70' |

| Stade du 4-Août, Ouagadougou Nézőszám: 33 056 Játékvezető: Damon (dél-afrikai) |

| 2009. június 21. 17:00 (UTC+0) |

| Guinea            | 2–1               | Malawi      |
| ----------------- | ----------------- | ----------- |
| Feindouno 25' 43' | (2–0) Jegyzőkönyv | Msowoya 88' |

| Szeptember 28. Stadion, Conakry Nézőszám: 14 000 Játékvezető: Abdel Rahman (szudáni) |

| 2009. szeptember 5. 14:30 (UTC+2) |

| Malawi          | 2–1               | Guinea       |
| --------------- | ----------------- | ------------ |
| Msowoya 46' 59' | (0–1) Jegyzőkönyv | Kalabane 37' |

| Kamuzu Stadion, Blantyre Nézőszám: 15 000 Játékvezető: Codjia (benini) |

| 2009. szeptember 5. 17:00 (UTC+0) |

| Elefántcsontpart                                                | 5–0               | Burkina Faso |
| --------------------------------------------------------------- | ----------------- | ------------ |
| Panandétiguiri 9' (öngól) Drogba 48' 64' Y. Touré 54' Keïta 68' | (1–0) Jegyzőkönyv |              |

| Félix Houphouët-Boigny Stadion, Abidjan Nézőszám: 38 209 Játékvezető: Maillet (seychelle-szigeteki) |

| 2009. október 10. 14:30 (UTC+2) |

| Malawi     | 1–1               | Elefántcsontpart |
| ---------- | ----------------- | ---------------- |
| Ngwira 64' | (0–0) Jegyzőkönyv | Drogba 67'       |

| Kamuzu Stadion, Blantyre Nézőszám: 25 000 Játékvezető: El Achiri (marokkói) |

| 2009. október 11. 17:00 (UTC+0) |

| Guinea  | 1–2               | Burkina Faso              |
| ------- | ----------------- | ------------------------- |
| Bah 83' | (0–1) Jegyzőkönyv | Dagano 37' (11-esből) 60' |

| Ohene Djan Stadion, Accra (Ghána) Nézőszám: 5 000 Játékvezető: Ambaya (líbiai) |

| 2009. november 14. 16:00 (UTC+0) |

| Burkina Faso | 1–0               | Malawi |
| ------------ | ----------------- | ------ |
| Dagano 47'   | (0–0) Jegyzőkönyv |        |

| Stade du 4-Août, Ouagadougou Nézőszám: 20 000 Játékvezető: el-Fattáh (egyiptomi) |

| 2009. november 14. 16:00 (UTC+0) |

| Elefántcsontpart           | 3–0               | Guinea |
| -------------------------- | ----------------- | ------ |
| Gervinho 16' 30' Tiéné 67' | (2–0) Jegyzőkönyv |        |

| Félix Houphouët-Boigny Stadion, Abidjan Nézőszám: 28 000 Játékvezető: Marange (zimbabwei) |